# 大宇K5半自動手槍
K5手槍是一款由南韓S&T大宇集团（前稱：大宇精密工業）所研製和生產的半自動手槍，發射9×19公釐帕拉貝倫口徑手枪子彈。
K5於1989年開始生產，該槍採用槍管短行程後座作用操作和使用傳統的式閉鎖系統，它主要是列裝於大韓民國國軍尉級以上的軍官及特種部隊。

## 設計細節
K5是一把緊湊而且輕巧的手槍，配備了非常規的扳機機構，稱為“快速槍機”（英語：Fast action，又稱三動操作／，以及最近被稱為雙動Plus+／）。其槍身是由7075-T6鋁合金鍛造並使用啞光陽極化拋光表面處理，而套筒則是由4140发蓝钢鍛製構造並使用啞光表面處理。
K5的“快速槍機”式扳機機構系統使得主彈簧仍然保持其壓縮同時其擊錘可得以待擊解脫。輕輕扣動扳機即可使擊錘輕彈回來，以後手槍就會變回傳統的單動操作模式。
K5也可使用常規的單／雙動操作（英語：SA／DA，Single and Double Action）動作。在“快速槍機”操作時，使用者第一次扣下扳機時的扳機行程與雙動操作 （英語：DA，Double Action）相近，而扳機扣力則與單動操作（英語：SA，Single Action）相近。由於扣力較輕，這使得第一槍更為精確；而較長的扳機行程亦使K5更為安全，可以防止手槍走火。“快速槍機”模式亦令受傷者或身心障礙人士，即使在雙動操作時的扳機扣力都和單動操作相同。
原廠製造的可拆卸式彈匣為13發。史密斯威森M59系列的彈匣與DP51的彈匣兼容，但會略為伸出而導致隱藏性略有下降。
K5還具有可以靈巧運用的保險和三點式準星。它還配備有擊針阻塊，顧名思義是阻止擊針因為碰撞向前移，除非使用者扣下扳機。

## 衍生型
目前已知的K5的衍生型就是的DP-51、DP-51C、DH-380、DH-40和 DH-45。
- XK5是K5的實驗型號。
- DP-51是K5的民用型版本。
- DP-51C是民用型版本的K5的緊湊型版本。[2][6]
- DH-380是K5的民用型.380 ACP（英语：.380 ACP）口徑版本。
- DH-40是K5的民用型.40 S&W口徑版本。[2]
- DH-45是K5的民用型.45 ACP口徑版本。

另外值得注意的是，位于美國華盛頓州伦顿的勇士工業目前正在生產這種手槍的更新版本，包括LH9、LH9N、LH9NC、LH9 Mk 2和LH9N Mk2等型號。只是，更新後的版本與原件之間的差異大多都是形式主義，包括不同的握把、擊錘風格、槍械塗裝等。
| 大宇集团製DP-51的技術性能  |                                    |                                    |                                    |                                    |
| 型號                       | DP-51                              | DP-51S                             | DP-51C                             | DH-40                              |
| 子彈                       | 9×19公釐帕拉貝倫彈                 | 9×19公釐帕拉貝倫彈                 | 9×19公釐帕拉貝倫彈                 | .40 S&W                            |
| 长度（毫米／英吋）         | 191／7.52                          | 178／7.01                          | 178／7.01                          | 191／7.52                          |
| 高度（毫米／英吋）         | 122／4.8                           | 122／4.8                           | 114／4.49                          | 122／4.8                           |
| 寬度（毫米／英吋）         | 34／1.34                           | 34／1.34                           | 33／1.3                            | 35／1.38                           |
| 槍管長度（毫米／英吋）     | 104／4.09                          | 91／3.58                           | 91／3.58                           | 104／4.09                          |
| 空槍重量（克／磅／盎司）   | 794／1.75／28.01                   | 765／1.67／26.98                   | 767／1.69／27.06                   | 907／2／31.99                      |
| 供彈方式（彈匣）           | 13                                 | 13                                 | 10                                 | 10                                 |
| 有效射程（公尺／码／英尺） | 50／54.68／164.04                  | 50／54.68／164.04                  | 50／54.68／164.04                  | 50／54.68／164.04                  |
| 瞄準具型式（機械瞄具）     | 固定缺口式照門和準星（三點式準星） | 固定缺口式照門和準星（三點式準星） | 固定缺口式照門和準星（三點式準星） | 固定缺口式照門和準星（三點式準星） |

## 使用國
- - 孟加拉海軍特殊戰潛水和打撈部隊（英语：Special Warfare Diving and Salvage）[8]
- 印度尼西亞
- 北馬其頓
- 新加坡
- - 大韓民國國軍[2]
  - 大韓民國海洋警察廳
  - 大韓民國警察廳警察特攻隊

## 流行文化

### 电子游戏
- 2012年—《战争前线》：命名為「大宇K5」，使用13发弹匣供彈，所有兵种均可使用，无需解锁即可购买，可以改裝枪口配件（通用消音器、手槍消音器）。
  - 在部件改革前，此枪可以加装所有手枪的枪口配件。
  - 在部件改革后由于无法再加装手枪消音器、手枪制退器与手枪刺刀，而射击稳定性不如作为新手武器的白朗寧大威力半自動手槍，因此逐渐被玩家所冷落。
- 2013年—：最早於韓國版2014年5月29日時推出。型號為DP-51，在遊戲中使用啞黑色槍身、發射9×19公釐帕拉貝倫手槍子彈和使用13發容量彈匣供彈，命名為「Daewoo K5」。中國大陸版於2015年7月1日時推出。

## 資料來源
1. 1 2  Southby-Tailyour, 372.
2. 1 2 3 4 5 6  .   [2008-10-30]. （原始内容存档于2008-10-08）.
3. ↑  Hogg, 66.
4. ↑  .   [2015-10-02]. （原始内容存档于2018-06-23）.
5. ↑  . S&T大宇集团.   [2010-07-01]. （原始内容存档于2010-02-06）.
6. 1 2  . 简氏信息集团. 2008-06-11  [2008-10-30].
7. ↑  .   [2021-09-01]. （原始内容存档于2021-02-24）.
8. ↑  http://www.bdmilitary.com/index.php?option=com_content&view=article&id=324&Itemid=138%5B%5D

## 外部連結
- （英文）—Weapon.ge—
  - Daewoo DP51 / K5 （页面存档备份，存于）
  - Daewoo DH40 （页面存档备份，存于）
- （英文）—Security Arms.com—
  - Daewoo DP51 (.9x19mm PARABELLUM) （页面存档备份，存于）
  - Daewoo DH40 (.40-S&W) （页面存档备份，存于）
- （英文）—The Firearm Blog.com—The Korean Daewoo Precision Industries DH40 （页面存档备份，存于）
- （英文）—Tactical-Life.com—12 Rifles, Machine Guns, Shotguns, & Pistols Used by ROK Marines | Photos （页面存档备份，存于）
- （英文）—weaponsystems.net—Daewoo K5 （页面存档备份，存于）
- —blog.naver.com K1 至 K7 圖片 （页面存档备份，存于）